# Неопростиво
Неопростиво (енгл. Unforgiven) амерички је вестерн филм из 1992. године, режисера Клинта Иствуда и сценаристе Дејвида Пиплса. Филм прати Вилијама Манија, остарелог одметника и убицу који преузима још један посао, годинама након што се окренуо животу на фарми. Главну улогу у филму игра Иствуд, док су у споредним улогама Џин Хекман, Морган Фриман и Ричард Харис.
Филм је зарадио преко 159 милиона долара у односу на буџет од 14,4 милиона долара и остварио је широко признање критичара, уз нарочите похвале за глуму (посебно од Иствуда и Хекмана), режију, монтажу, теме и фотографију. Освојио је четири Оскара: за најбољи филм, најбољу режију, најбољег споредног глумца и најбољу монтажу. Иствуд је био номинован за најбољег глумца, а филм је посветио редитељима и менторима Серђу Леонеу и Дону Сигелу.
Године 2004, Конгресна библиотека је одабрала филм за чување у Националном регистру филмова Сједињених Држава због „културног, историјског или естетског значаја”.

## Радња
Филм почиње у борделу у Вајомингу 1880. године. Каубој унакази лице проститутки јер је исмејавала његове мале гениталије. Шериф кажњава каубоја и његовог пријатеља (који је првобитно држао проститутку, а затим покушао зауставити нападача) са седам коња − колико је затражио власник салуна и сводник Скини. Остале проститутке су огорчене због тога што су каубоји прошли само са малом казном, те понуде награду од 1000 долара ономе ко ће убити каубоје.
Скофилд Кид, који се назива убицом, почиње тражити партнере. Ангажује Вилијама Манија − злогласног пензионисаног револвераша, убицу и бандита који се оженио те променио под жениним утицајем. Након женине смрти живи као удовац, отац двоје деце и власник мале фарме свиња које умиру од свињске грознице. Мани ангажује и свог бившег партнера и суседа, Неда Логана, да им помогне да улове двојицу мушкараца одговорних за напад на проститутке у замену за велику награду. У међувремену и други револвераш, „Инглиш Боб”, почиње лов на награду. Боб долази у град и шаљиво утврди да не носи оружје са собом, иако се више него очито примећује његов пиштољ. Боб је ангажовао писца да забележи његова искуства, у књизи названој „Војвода смрти”. Литл Бил Дагет, злобни локални шериф и бивши револвераш, затвара Боба и његовог биографа. Након што га је разоружао, Литл Бил окрутно претуче Боба, као пример свима који покушавају да покупе награду од проститутки.
Док Литл Бил исмејава и вређа затвореног Инглиш Боба, Логан и Мани придружују се Киду. Након доласка у град једне хладне, кишне ноћи, улазе у салун на пиће и да би се распитали о награди. Мани остаје за столом док Логан и Кид одлазе горе ка проституткама. И док чека пријатеље, Литл Бил открива да Мани носи пиштољ. У граду је забрањено држање оружја − док су улазили у град Мани није видео (или није хтео да види) знак упозорења постављен уз пут. Слаб и болестан, Мани није у стању да се одрупре Литл Билу, који га брутално претуче пред помагачима. Мани успева да се извуче из салуна, док Логан и Кид искачу кроз прозор. Логан и Кид одводе Манија у брда изван града.
Мани се опоравља уз помоћ пријатеља и проститутки, те након опоравка, тројица мушкараца убијају из заседе у кањону једног од двојице каубоја. У том тренутку Логан осећа да више не може поднети убиство и одлучује да пође кући. Мани и Кид проналазе и убијају другог каубоја у пољском заходу.
Литл Бил затвара Логана те га пребије како би извукао из њега све информације које жели, али непажњом га убија. Логаново тело је изложено у отвореном сандуку испред салуна као пример правде. Изван града, Кид је потресен убиством које је управо починио и признаје да му је то било прво; одриче се своје планиране каријере револвераша, говорећи Манију: „Мислио сам да могу, али сам схватио да никад нећу бити разбојник; никад нећу бити попут тебе”. У страху од Манијеве репутације, Кид одбија свој део плена, на што му Мани одговара „Опусти се, Кид, нећу те упуцати. Ти си једини пријатељ кога имам...” Једна од проститутки доноси Манију награду и вест о Логановој смрти. Ово разбесни Манија, који прекршивши своју заклетву да неће пити, попије мало вискија, што симболише повратак његових старих проблема са пићем и убилачке природе. Након тога одлази у град да се суочи са шерифом.
Те ноћи, Мани улази у салун где је Литл Бил окупио потеру за Манијем и Кидом. Мани затражи власника салуна држећи све приситне на нишану. Када се Скини, власник, представи, Ману га упуца једним хицем из мале удаљености. Литл Бил опсује Манија те му каже да је управо убио ненаоружана човека, на што Мани одговара: „Требало је да се наоружа кад је већ украсио салун мојим пријатељом”. Следи пуцњава у којој Мани убија чланове потере и озбиљно рањава Литл Била и његовог заменика. Писац је задивљен како је Мани успео да савлада Литл Била са лакоћом и да остане неповређен. Док Мани пуни испражњену пушку, зачује како Литл Бил покушава дохватити свој пиштољ. Мани стаје на његову руку и упери пушку равно у његово лице. Литл Бил схвата шта следи и говори „Видимо се у паклу, Вилијаме Мани”, на што Мани одговара, „Да”, и упуца га у лице. Мани креће према вратима, пуцајући у последњег рањеног заменика без циљања. Након што је запретио било коме ко би му се могао наћи на путу, напушта салун и одлази јашући на белом коњу.
Филм завршава епилогом: „Неколико година касније, госпођа Ансонија Федерс допутовала је у округ Хоџмен да посети последње почивалиште своје једине кћери. Вилијам Мани одавно је нестао са својом децом... неки кажу у Сан Франциско где је, прича се, постигао успех са текстилном робом. И није било ничега што би могло објаснити госпођи Федерс зашто се њена једина кћер удала за познатог лопова и убицу, озлоглашеног човека необуздане ћуди.”

## Улоге
| Глумац        | Улога                  |
| ------------- | ---------------------- |
| Клинт Иствуд  | Вилијам Мани           |
| Џин Хекман    | шериф „Литл” Бил Дагет |
| Морган Фриман | Нед Логан              |
| Ричард Харис  | Инглиш Боб             |
| Џејмс Вулвет  | Скофилд Кид            |
| Сол Рубинек   | В. В. Бичам            |
| Франсес Фишер | Стробери Алис          |
| Ана Левин     | Дилајла Фицџералд      |

## Награде
| Додељује | Награда                 | Особа        |
| Оскар    | Најбољи филм            | Клинт Иствуд |
| Оскар    | Најбољи режисер         | Клинт Иствуд |
| Оскар    | Најбољи монтажер        | Џоел Кокс    |
| Оскар    | Најбољи споредни глумац | Џин Хекман   |

## Локације снимања
- Алберта (Канада)
- Брукс, Алберта (Канада)
- Калгари, Алберта (Канада)
- Драмхелер, Алберта (Канада)
- Хај Ривер, Алберта (Канада)
- Лонгвју, Алберта (Канада)
- Ранч Ред хилс, Сонора (Калифорнија, САД)

## Зарада
- Зарада у САД − 101.157.447 $
- Зарада у иностранству − 58.000.000 $
- Зарада у свету − 159.157.447 $